# Équations primitives atmosphériques
Les équations primitives atmosphériques sont une version simplifiée des équations de Navier-Stokes. Elles sont applicables dans le cas d’un fluide à la surface d’une sphère en posant comme hypothèses que la composante verticale du mouvement est beaucoup plus faible que la composante horizontale et que la couche de fluide est très mince relativement au rayon de la sphère. Ces hypothèses correspondent en général au flux à grande échelle, dite échelle synoptique de l’atmosphère terrestre, et ces équations sont donc appliquées en météorologie et en océanographie. Les modèles numériques de prévision du temps résolvent ces équations, ou une variante de celles-ci, afin de simuler le comportement futur de l’atmosphère. 
D’autre part, les équations primitives appliquées à l’océanographie permettent de simuler le comportement des mers. Réduites à une seule dimension, elles résolvent les équations de Laplace de la marée, un problème de valeurs propres duquel on obtient analytiquement la structure latitudinale de la circulation océanique. 

## Définitions
En général, toutes les formes d’équations primitives relient cinq variables et leur évolution dans le temps : 
- {\displaystyle u} est la vitesse zonale (direction est/ouest, tangente à la sphère).
- {\displaystyle v} est la vitesse méridionale (direction nord/sud).
- w est le mouvement vertical (altitude)
- {\displaystyle T} est la température
- {\displaystyle \phi } est le géopotentiel

Elles utilisent également des variables connues :
- {\displaystyle f} est le facteur de Coriolis qui est égal à {\displaystyle 2\Omega \sin(\phi )} avec {\displaystyle \Omega } le taux de rotation de la Terre ({\displaystyle 2\pi /24} radians/heure) et {\displaystyle \phi } la latitude.
- {\displaystyle R} est la constante universelle des gaz parfaits
- {\displaystyle p} est la pression
- {\displaystyle c_{p}} est la chaleur spécifique à pression constante
- {\displaystyle J} est le flux de chaleur par unité de temps et de masse
- {\displaystyle \pi } est la fonction d’Exner
- {\displaystyle \theta } est la température potentielle

## Formes diverses des équations primitives
La représentation des équations primitives dépend des coordonnées verticales utilisées. On peut utiliser la pression, le logarithme de la pression ou des coordonnées dites « sigma » qui sont un rapport entre la pression à un niveau et la pression de surface. De plus, la vitesse, la température et le géopotentiel peuvent être décomposés en leur valeur moyenne et leur valeur de perturbation selon la décomposition de Reynolds.

### En coordonnées de pression et cartésiennes
Si on utilise la pression comme coordonnées verticale et (x, y) comme coordonnées horizontale tangentielles à la sphère, en négligeant la courbure de la Terre, on obtient une représentation simple des processus physiques en jeu :
- Le mouvement de l'air ou des mers dans un système en rotation est un équilibre entre diverses forces : la force de Coriolis, le gradient de pression, la pesanteur, la force centrifuge (contenue dans la pesanteur) et la friction. Selon le second principe de Newton, on additionne ces forces pour connaître la force totale qui s'exerce sur le fluide[2] :

{\displaystyle {\frac {d{\vec {V}}}{dt}}=-f{\vec {k}}\times {\vec {V}}-(\nabla p/\rho )+{\vec {g^{*}}}+{\vec {F}}_{r}\qquad {\begin{cases}{\vec {V}}=(u,v,w)\\{\vec {F_{r}}}={\text{Friction}}\\{\vec {g}}^{*}={\text{accélération de la pesanteur}}\end{cases}}}
Les équations géostrophiques du mouvement (la pression et force de Coriolis s'opposant) s'obtiennent en négligeant la friction. Comme le mouvement est horizontal, la composante de {\displaystyle {\vec {g}}^{*}}, vertical, est nulle. Ainsi en changeant pour les coordonnées en géopotentiel {\displaystyle \phi }, on obtient :
{\displaystyle {\frac {du}{dt}}-fv=-{\frac {\partial \phi }{\partial x}}}
{\displaystyle {\frac {dv}{dt}}+fu=-{\frac {\partial \phi }{\partial y}}}
- L’équation de l'équilibre hydrostatique, où R est la constante des gaz parfaits, pour le cas spécial du mouvement vertical dans lequel il n’y a pas d’accélération:

{\displaystyle {\frac {\partial \phi }{\partial p}}=-{\frac {RT}{p}}}
- L’équation de continuité qui connecte la convergence/divergence de masse horizontale avec le mouvement vertical (aucune création/perte de masse juste changement de niveau) :

{\displaystyle {\frac {\partial u}{\partial x}}+{\frac {\partial v}{\partial y}}+{\frac {\partial w}{\partial p}}=0}
- L’équation d’énergie thermodynamique venant de la première loi de la thermodynamique

{\displaystyle {\frac {\partial T}{\partial t}}+u{\frac {\partial T}{\partial x}}+v{\frac {\partial T}{\partial y}}+w\left({\frac {\partial T}{\partial p}}+{\frac {RT}{pc_{p}}}\right)={\frac {J}{c_{p}}}}
En ajoutant une équation de composition qui relie le contenu en eau de l'air (ou de sel dans la mer) et sa variation dans l'espace on obtient un ensemble de variables qui décrivent le comportement de l’atmosphère (mer).

### En coordonnées sigma et projection polaire stéréographique
Si on divise l’atmosphère non pas en pression absolue mais en niveaux ayant un même rapport avec la pression de surface, on parle de coordonnées sigma. Par exemple, si on divise la couche atmosphérique en trois niveaux: surface, niveau où la pression est la moitié de celle au sol et sommet de l’atmosphère (pression nulle); on aurait sigma = 1, sigma = 0,5 et sigma = 0. 
D’autre part, la projection polaire stéréographique peut être représentée à l'aide d'un plan qu’on pose sur un pôle et sur lequel on projette le contour des continents comme si une lumière illuminait le globe depuis le centre de la Terre. On obtient comme résultat une projection cartographique plane. Cette projection peut être considérée comme une vue de la Terre au-dessus du pôle nord. Cette projection convient aux domaines situés au voisinage de la latitude 60 degrés nord. Elle est valide jusqu'au pôle nord mais elle n'est pas recommandée pour des régions proches de l'équateur car les déformations augmentent d'une manière importante dès qu'on s'en approche.
En utilisant ces deux types de coordonnées, on peut simplifier les équations primitives ainsi :
- Température: {\displaystyle {\frac {\delta T}{\delta t}}=u\left({\frac {\delta T}{\delta x}}\right)+v\left({\frac {\delta T}{\delta y}}\right)+w\left({\frac {\delta T}{\delta z}}\right)}
- Vent u: {\displaystyle {\frac {\delta u}{\delta t}}=\eta v-{\frac {\delta \Phi }{\delta x}}-C_{p}\Theta \left({\frac {\delta \pi }{\delta x}}\right)-z\left({\frac {\delta u}{\delta \sigma }}\right)-{\frac {\delta {\frac {\left(u^{2}+y\right)}{2}}}{\delta y}}}

- Vent v: {\displaystyle {\frac {\delta v}{\delta t}}=\eta \left({\frac {u}{v}}\right)-{\frac {\delta \Phi }{\delta y}}-C_{p}\Theta \left({\frac {\delta \pi }{\delta y}}\right)-z\left({\frac {\delta v}{\delta \sigma }}\right)-{\frac {\delta {\frac {\left(u^{2}+y\right)}{2}}}{\delta y}}}

- Contenu en eau: {\displaystyle {\frac {\delta W}{\delta t}}=u\left({\frac {\delta W_{x}}{\delta x}}\right)+v\left({\frac {\delta W_{y}}{\delta y}}\right)+z\left({\frac {\delta W_{z}}{\delta z}}\right)}
- Épaisseur de pression: {\displaystyle {\frac {\delta \left({\frac {\delta p}{\delta \sigma }}\right)}{\delta t}}=u\left[{\frac {\left({\frac {\delta p}{\delta \sigma }}\right)_{x}}{\delta x}}\right]+v\left[{\frac {\left({\frac {\delta p}{\delta \sigma }}\right)_{y}}{\delta y}}\right]+z\left[{\frac {\left({\frac {\delta p}{\delta \sigma }}\right)_{z}}{\delta z}}\right]}

Où {\displaystyle {\begin{cases}\Theta :{\text{Température potentielle}}\\\Phi :{\text{géopotentiel}}\\\sigma :{\text{niveau sigma}}\end{cases}}}
Dans ce système de coordonnées, plusieurs variables (telles la température, la température potentielle et le contenu en eau) restent au même niveau sigma et se déplacent avec le vent à ce niveau. Ce dernier est calculé en utilisant la hauteur du géopotentiel, la chaleur spécifique, la fonction d’Exner ({\displaystyle \pi }) et le changement de niveau sigma.

## Solution des équations primitives
La solution analytique des équations primitives donne des ondes sinusoïdales qui varient dans le temps et l’espace. On peut donc la décomposer en harmoniques dont les coefficients sont reliés à la latitude et l’altitude, ce qui donne des ondes et marées atmosphériques.
{\displaystyle {\begin{Bmatrix}u,v,\phi \end{Bmatrix}}={\begin{Bmatrix}{\hat {u}},{\hat {v}},{\hat {\phi }}\end{Bmatrix}}e^{i(s\lambda +\sigma t)}}
{\displaystyle s{\text{ et }}\sigma } sont respectivement le nombre d’onde zonal et la fréquence angulaire.
Pour obtenir cette solution, il faut linéariser les équations et en général les simplifier en utilisant des hypothèses souvent irréalistes (pas de dissipation des ondes, atmosphère isothermique, etc.). Dans les applications pratiques de ces équations, la prévision du temps par exemple, on utilise des méthodes d'analyse numérique qui font appel à la division des ondes en valeurs discrètes afin de tenir compte de toutes les variables.